# Free Range
Free Range ist ein estnisches Filmdrama aus dem Jahr 2013 unter der Regie von Veiko Õunpuu. Der estnische Titel verweist ironisch auf die Ballade von der Billigung der Welt von Bertolt Brecht.
Der Film wurde für die Oscarverleihung 2014 als estnischer Beitrag für den besten fremdsprachigen Film ausgewählt, wurde aber nicht nominiert. 2014 wurde der Film außerdem auf der Berlinale im Rahmen der Veranstaltungsreihe Forum gezeigt.

## Handlung
Der junge Fred sieht keinen Sinn in seinem Leben und der Welt. Er verliert seinen Job bei der Zeitung, weil er eine Kritik zu Terrence Malicks The Tree of Life schreibt, die nur aus Schimpfwörtern besteht. Die ersten Versuche als Romanschriftsteller gelingen ebenfalls nicht. Seine Freundin Susanna, Tochter des Chefredakteurs, erklärt ihm, dass sie von ihm schwanger ist. Von all dem überfordert beschließt Fred, alles ganz anders zu machen, und beginnt, als Gabelstaplerfahrer zu arbeiten – aber auch diese Tätigkeit befriedigt ihn nicht.

## Rezeption
Von der Kritik gelobt wurde insbesondere die schauspielerische Leistung des Hauptdarstellers Lauri Lagle und des Rockmusikers Peeter Volkonski in der Rolle des Vaters. Die Filmkritiker Jaak Lõhmus und Jaan Ruus hoben hervor, dass insbesondere das Thema des Films – die Jugendarbeitslosigkeit – hochaktuell ist.

## Trivia
Der Film wurde mit einer 16-mm-Kamera gedreht, die Musik, die größtenteils aus den 1970er Jahren stammt, wurde von Schallplatten eingespielt.